# St. Michael (Pfäffingen)

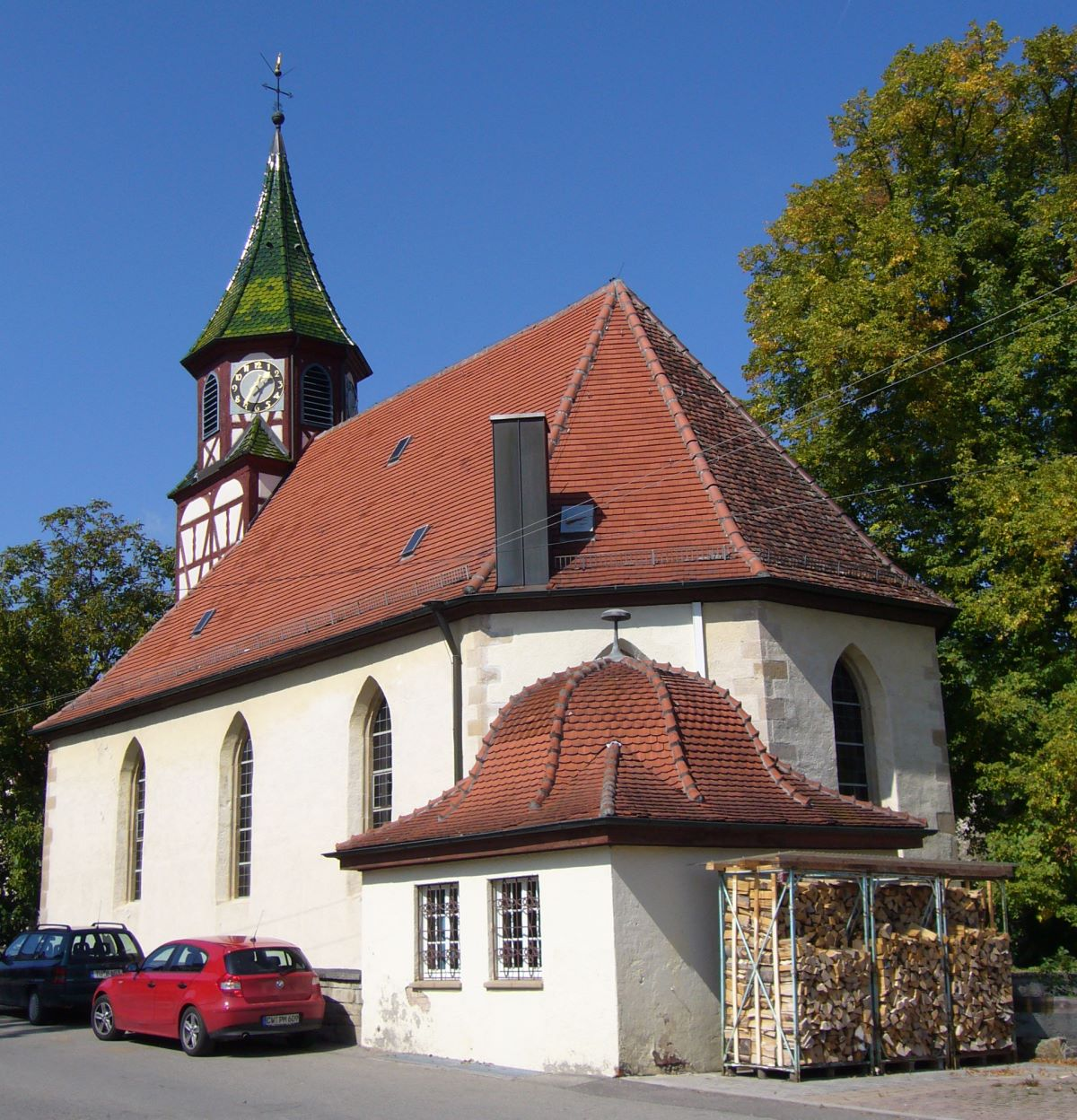
St. Michael in Pfäffingen

Die evangelische Pfarrkirche St. Michael steht in Pfäffingen, einem Ortsteil der Gemeinde Ammerbuch im Landkreis Tübingen in Baden-Württemberg. Die Kirchengemeinde gehört zum Kirchenbezirk Tübingen der Evangelischen Landeskirche in Württemberg. Das Bauwerk ist beim Landesamt für Denkmalpflege Baden-Württemberg als Baudenkmal eingetragen.

## Beschreibung
Die Saalkirche wurde 1711 unter Einbeziehung von Teilen des Vorgängerbaus aus dem 14. Jahrhundert errichtet. Sie besteht aus einem Langhaus, einem gleich breiten, dreiseitig geschlossenen Chor im Osten und einem Dachturm über dem Satteldach des Langhauses im Westen, dessen Geschosse aus Holzfachwerk bis zur Höhe des Dachfirstes des Langhauses quadratisch sind, und dann mit einem achteckigen Geschoss, das die Turmuhr und den Glockenstuhl beherbergt, fortgesetzt werden, worauf ein spitzer Helm sitzt. Die Sakristei im Südosten des Chors wurde nach einem Entwurf von Martin Elsaesser im Jugendstil angebaut.
Lebensgroße Darstellungen der Apostel, die Johann Emanuel Schleich gemalt hat, umgeben die Innenräume von Langhaus und Chor. Im Chor stehen mehrere hölzerne, um 1450 errichtete Statuen von Heiligen. Die Orgel hat 1958 E. F. Walcker & Cie. als Opus 3797 gebaut.